# Campo Menonita Número Doce
Campo Menonita Número Doce är en ort i Mexiko.   Den ligger i kommunen Hopelchén och delstaten Campeche, i den östra delen av landet, 1 000 km öster om huvudstaden Mexico City. Campo Menonita Número Doce ligger 78 meter över havet och antalet invånare är 135.
Terrängen runt Campo Menonita Número Doce är platt. Runt Campo Menonita Número Doce är det mycket glesbefolkat, med 2 invånare per kvadratkilometer. Närmaste större samhälle är Hopelchén, 13,8 km väster om Campo Menonita Número Doce. Trakten runt Campo Menonita Número Doce består till största delen av jordbruksmark.